# Верхняя Вадожка
Верхняя Вадожка (в верхнем течении — Хиньручей) — река в России, протекает по территории Винницкого сельского поселения Подпорожского района и Янегского сельского поселения Лодейнопольского района Ленинградской области. Длина реки — 14 км.

## Общие сведения
Верхняя Вадожка течёт преимущественно в юго-западном направлении. В общей сложности имеет двенадцать малых притоков суммарной длиной 25 км.
Впадает в реку Шапшу, впадающую, в свою очередь, в реку Оять, левый приток Свири.
Населённые пункты на реке отсутствуют.
Код объекта в государственном водном реестре — 01040100812202000013090.